# Défense antimissile
Pour les articles homonymes, voir défense et missile (homonymie).
Cet article présente une vision d'ensemble des concepts de la défense antimissile, de ses enjeux géostratégiques et des principaux systèmes opérationnels dans les années 2010 ; pour le détail des stratégies et des programmes de défense antimissile historiques et actuels par pays, voir l'article détaillé défense antimissile par pays ; pour plus de détails sur les caractéristiques et le fonctionnement des missiles antibalistiques proprement dit, voir l'article missile antibalistique.
La défense antimissile est l'ensemble des moyens mis en œuvre pour contrer la menace que représentent les missiles balistiques pour les forces armées sur les théâtres d'opérations et pour les populations sur les territoires nationaux. À son origine pendant la guerre froide, la défense antimissile vise à défendre les territoires américains et soviétiques contre les missiles balistiques intercontinentaux. Son important développement depuis le début du XXIe siècle est la conséquence de la prolifération des missiles balistiques, dans un contexte géopolitique marqué par les conflits au Proche-Orient et au Moyen-Orient, et par la montée des tensions en Asie et même en Europe qui s'amplifie depuis l'invasion de l'Ukraine par la Russie en 2022.
Les États-Unis, la Russie, la Chine, l'Inde, Israël et la France développent et mettent en œuvre des systèmes de défense antimissile qu'ils déploient sur leur territoire et sur celui d'une dizaine d'États alliés. Plusieurs États en ont fait l'acquisition ou en ont exprimé le projet, en nombre croissant depuis 2010.
Dans son acception la plus courante retenue dans cet article, la défense antimissile couvre seulement la défense antimissile active par destruction de missiles durant leur vol. Mais la défense contre la menace représentée par les missiles englobe en réalité un ensemble de stratégies, de plans et de moyens complémentaires : la destruction préventive des systèmes de missiles offensifs, la mise hors d'état d'opérer de ces systèmes par la neutralisation de leurs moyens de détection et de commandement, et la défense passive pour limiter les dégâts causés par les attaques de missiles.
La défense antimissile s'appuie sur un ensemble sophistiqué de capteurs d'alerte avancés qui permettent la détection des cibles et de missiles qui permettent leur interception. Ces capteurs et missiles sont pilotés par des systèmes de commandement et de contrôle qui permettent de hiérarchiser les menaces et d'optimiser l'emploi des systèmes d'armes disponibles. Des armes utilisant des technologies avancées comme le laser à haute énergie sont en développement, mais les projets menés jusqu'à ce jour n'ont pas abouti.
Depuis le début des années 2000 également, la prolifération d'armes de destruction massive et de missiles balistiques à courte et moyenne portées conduisent à donner une priorité forte au développement de la défense antimissile de théâtre dans l'objectif de protéger les forces armées et les sites sensibles. Aussi, la défense antimissile évolue vers une intégration plus forte avec la défense antiaérienne pour mieux parer l'ensemble des menaces aériennes sur les théâtres d'opérations, qu'il s'agisse de missiles balistiques, de missiles de croisière ou d'avions.
À l'exception des systèmes destinés à intercepter les missiles balistiques intercontinentaux à très haute altitude, comme le GBI américain, la plupart des systèmes disponibles dans la décennie 2010 couvrent un spectre d'emploi assez large : par exemple, le système américain Aegis est capable d'intercepter des missiles de théâtre à courte portée, mais aussi des missiles à moyenne portée dans le cadre de la défense de territoire.
La défense antimissile et la défense contre la menace aérienne, avions de combat, missiles air-sol ou air-mer et drones de combat, sont fortement intégrées, qu'il s'agisse de la détection des cibles ou de leur interception.

## Extension de la menace balistique
La défense antimissile est née avec l'apparition à la fin de la Seconde Guerre mondiale du premier missile balistique opérationnel, le V-2 allemand. L'idée de se défendre contre cette menace nouvelle à l'aide de missiles est formulée dès 1945. La défense antimissile a d'abord été conçue pour détruire les missiles balistiques, mais elle s'est adaptée à la diversification et à la sophistication croissantes des technologies dont bénéficient les missiles modernes qu'une dizaine d'États possèdent dans les années 2010.

### Diversité et sophistication des technologies

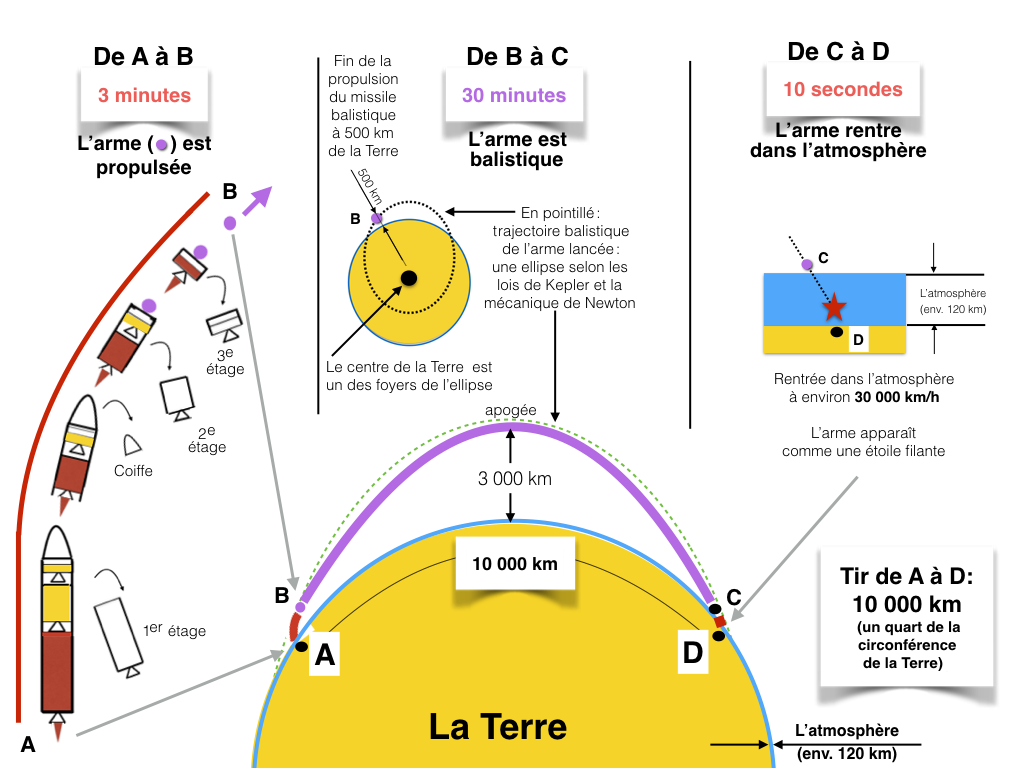
Trajectoire du missile balistique et de l'arme lancée

#### Missiles balistiques
De par leur trajectoire en cloche, les missiles balistiques atteignent des altitudes et des vitesses très élevées. À titre d'exemple, un MRBM d'une portée de 3 000 km atteint en vol balistique pur une altitude de 700 km et une vitesse de 4,6 km/s soit Mach 13. Les missiles de première génération sont d'un seul bloc et ne disposent pas de système de guidage une fois lancés ; ils ne sont donc pas d'une très grande précision : leur écart circulaire probable (ECP) est de plusieurs centaines de mètres.
| Sigle | Type    | Missile...                         | Portée     |
| ----- | ------- | ---------------------------------- | ---------- |
| ICBM  | Sol-Sol | balistique intercontinental        | > 5 500 km |
| IRBM  | Sol-Sol | balistique de portée intermédiaire | > 3 000 km |
| MRBM  | Sol-Sol | balistique à moyenne portée        | > 1 000 km |
| SRBM  | Sol-Sol | balistique à courte portée         | < 1 000 km |
| SLBM  | Mer-Sol | balistique mer-sol                 | > 3 000 km |

Les missiles plus récents possèdent un, deux ou trois étages de propulsion détachables, un système de guidage et une tête militaire de rentrée dans l'atmosphère ; leur ECP est de quelques mètres à quelques dizaines de mètres selon la portée et les technologies de guidage utilisées. La plupart des missiles modernes sont dotés de leurres qui multiplient le nombre de cibles à traiter et peuvent effectuer des manœuvres qui rendent la fin de leur trajectoire moins prédictive.
Certains missiles, comme le 9K720 Iskander (désignation OTAN SS-26) russe, suivent une trajectoire tendue semi-balistique moins haute qui complique leur détection,,.

#### Missiles de croisière et hypersoniques
La défense antimissile est aussi une réponse à la menace que représentent les missiles de croisière subsoniques (ou supersoniques pour quelques-uns) qui volent à basse altitude sous l'horizon radar et peuvent suivre les contours du terrain qu'ils survolent. Leurs profils de vol programmables leur permettent de contourner les radars et les défenses et d'attaquer leur cible de n'importe quelle direction, indépendamment du point de départ. Ils possèdent des systèmes de guidage qui en font des armes très précises. Les États-Unis, plusieurs États membres de l'OTAN, la Russie et la Chine, l'Iran, l'Inde et le Pakistan en possèdent.
À titre d'exemple, les États-Unis disposent du missile de croisière BGM-109 Tomahawk qui a été utilisé en grand nombre dans tous les conflits auxquels ils ont participé depuis la guerre du Golfe en 1991. Le CJ-10 (ou DH-10) dont la Chine possède plusieurs centaines d'exemplaires a une portée d'environ 1 500 km dans sa version sol-sol. Il en existe aussi une version air-sol qui pourrait, lancée depuis le bombardier Xian H-6, atteindre des cibles à plus de 3 000 km des côtes chinoises. Mis en œuvre par les Armées françaises, le SCALP-EG lancé depuis un avion et le MdCN lancé depuis un navire de surface ou un sous-marin sont des missiles de croisière subsoniques d'une portée de plusieurs centaines de kilomètres que leur furtivité et leur profil de vol rendent difficilement détectables.
Les missiles hypersoniques qui connaissent un nouveau développement dans les années 2010, sont des armes offensives potentiellement redoutables contre les forces aéronavales et amphibies que les pays occidentaux mettent typiquement en œuvre dans les zones de crise. Elles sont de deux types : missiles de croisière hypersoniques et planeurs hypersoniques de rentrée propulsés au départ par un missile balistique. Les États-Unis, la Chine et la Russie développent de telles armes dans les années 2010. À titre d'illustration, le missile russe hypersonique 3M22 Tsirkon (sigle OTAN : SS-N-33) serait capable d'atteindre Mach 8 et porter à 500 km en vol à basse altitude ou 700 km en trajectoire semi-balistique. La Chine aussi équipe certains de ses missiles d'un véhicule de rentrée hypersonique manœuvrant capable d'atteindre à longue distance et avec grande précision une cible mobile comme une task-force aéronavale croisant loin au large des côtes chinoises, pour peu que les moyens de repérage et de guidage terminal le permettent,,,.

#### Utilisation de l'espace à des fins militaires
La militarisation de l'espace est devenue une réalité à partir du début des années 1960 par le placement en orbite de satellites à des fins d'espionnage, de navigation, de télécommunications ou bien encore d'alerte précoce du lancement de missiles. Sans être des armes au sens strict, ces satellites fournissent un appui aux opérations militaires ou font partie intégrante des systèmes de guidage d'armes comme les missiles de croisière.
Le droit de l'espace en réglemente l'utilisation, via plusieurs traités internationaux sous l'égide des Nations unies. En particulier, les États parties au « traité de l'espace » de 1967 « s’engagent à ne mettre sur orbite autour de la Terre aucun objet porteur d’armes nucléaires ou de tout autre type d’armes de destruction massive ». Tous les États qui en auraient les moyens techniques ont ratifié ce traité, à l'exception de l'Iran.
En revanche, le droit de l'espace ne fait pas obstacle à son utilisation pour des armes qui utiliseraient d'autres technologies. En 1983, l'initiative de défense stratégique (IDS) du Président Reagan, popularisée sous le nom de « guerre des étoiles », vise à équiper des satellites de lasers capables de détruire en vol les missiles ennemis. C'est finalement le projet Brilliant Pebbles consistant à placer en orbite des milliers de satellites équipés de petits missiles pour détruire les ICBM soviétiques qui connait les développements les plus avancés avant d'être annulé par le Président Clinton en 1993.
Au XXIe siècle, la vulnérabilité des satellites militaires constitue une préoccupation qui va de pair avec leur utilisation croissante. Certains systèmes de défense antimissile peuvent en effet détruire des satellites en orbite basse, ainsi que la Chine, la Russie et les États-Unis l'ont testé. Ces mêmes États auraient aussi placé en orbite des satellites antisatellites.

### Prolifération de la menace
| État            | Puissance nucléaire | ICBM | IRBM MRBM | SRBM  | SLBM  |
| --------------- | ------------------- | ---- | --------- | ----- | ----- |
| Arabie saoudite | ❌                  | —    | ?         | —     | —     |
| Chine           | ✔️                  | 75   | +100,     | +200, | +048, |
| Corée du Nord   | ✔️                  | ?    | +150,     | +100, | +001, |
| Corée du Sud    | ❌                  | —    | —         | —     | —     |
| États-Unis      | ✔️                  | 450  | —         | —     | +336, |
| France          | ✔️                  | —    | —         | —     | +064, |
| Inde            | ✔️                  | —    | +020,     | +075, | +018, |
| Iran            | ❌                  | —    | +050,     | +100, | —     |
| Israël          | ✔️                  | —    | —         | —     | —     |
| Pakistan        | ✔️                  | —    | +100,     | +050, | —     |
| Royaume-Uni     | ✔️                  | —    | —         | —     | +048, |
| Russie          | ✔️                  | 330  | —         | +200, | +260, |
| Syrie           | ❌                  | —    | —         | +100, | —     |

La détention d'armes balistiques est associée à celle d'armes de destruction massive. Les missiles peuvent en effet être armés de têtes militaires explosives conventionnelles, mais pour la plupart d'entre eux aussi de têtes nucléaires, chimiques ou bactériologiques. Le développement important des missiles balistiques à courte, moyenne ou longue portée durant la guerre froide est directement lié aux armes nucléaires tactiques et stratégiques fabriquées par milliers.
Les SRBM Scud d'origine soviétique sont fournis avec des ogives conventionnelles à de nombreux pays durant les années 1980. Ils sont utilisés en nombre lors de la guerre d'Afghanistan, de la guerre Iran-Irak, et de la guerre du Golfe.
Début 1991, la guerre du Golfe révèle au grand public l'utilisation massive de missiles balistiques Scud et celle de missiles antimissiles Patriot pour intercepter les tirs irakiens vers Israël et les bases américaines en Arabie saoudite. Les États-Unis utilisent aussi pour la première fois leurs missiles de croisière Tomahawk dont environ 300 sont tirés.
Au milieu des années 2010, une trentaine de pays possèdent des missiles balistiques. Sur ce nombre, une dizaine d'États ont désormais accès aux technologies modernes nécessaires pour développer des missiles capables d'emporter des charges conventionnelles, nucléaires ou chimiques.
Les missiles à courte portée (SRBM), comme les Scud soviétiques de première génération et leurs successeurs (SS-26 Iskander russe,DF-15 (en) chinois ou Fateh-110 (en) iranien) sont en nombre dans les armées d'une vingtaine de pays. Ils constituent avec les avions, les drones et les roquettes des menaces de champ de bataille capables de saturer les défenses antiaériennes et antimissiles.
Dans une logique de prépondérance régionale, cinq États continuent de développer, tester et mettre en œuvre des missiles de portée moyenne (MRBM) ou intermédiaire (IRBM) : la Chine, la Corée du Nord, l'Inde, l'Iran et le Pakistan. À titre d'exemple le Shahab-3 dont l'Iran posséderait une cinquantaine a une portée de 2 000 km, suffisante pour atteindre Israël ou l'Arabie saoudite, les deux principaux États opposés à l'Iran dans la région moyen-orientale. De son côté, la Chine a vendu secrètement à l'Arabie saoudite des IRBM DF-3 en 1987 et des DF-21 en 2007 en nombre estimé à plusieurs dizaines d'unités,.
Seules les trois grandes puissances, les États-Unis, la Russie et la Chine possèdent des missiles balistiques intercontinentaux (ICBM), capables d'atteindre la quasi-totalité du territoire des deux autres. La Corée du Nord procède en 2017 à plusieurs essais d'IRBM et à un essai d'un missile Hwasong-15 présenté comme un ICBM capable d'atteindre le territoire américain.

## Concepts de la défense antimissile

### Défense de théâtre et défense de territoire
La largeur du périmètre couvert par la défense antimissile a conduit à le segmenter en d'une part la défense antimissile de territoire (en anglais National Missile Défense - NMD) et d'autre part la défense antimissile de théâtre (en anglais Theater Missile Défense - TMD).
La défense antimissile couvre le spectre complet des possibilités d'emploi de missiles de tous types, aussi bien contre des cités et leurs populations dans le cadre des stratégies de dissuasion nucléaire, que contre des forces armées ou des installations militaires et industrielles de haute valeur. Le premier enjeu de la défense antimissile est d'assurer la protection des territoires nationaux et de leurs populations contre les missiles balistiques à longue (ICBM) et moyenne (IRBM et MRBM) portée. Un deuxième enjeu, de plus en plus au centre des préoccupations, est d'assurer une défense antimissile de théâtre pour protéger les forces armées, des installations militaires et industrielles de haute valeur, ainsi que des forces expéditionnaires, qu’elles soient déployées à terre ou en mer.

#### Priorité à la défense de territoire durant la guerre froide
À la fin des années 1950, l'Union soviétique développe ses premiers ICBM capables d'atteindre les États-Unis. Le développement d'un système de défense du territoire américain contre les ICBM soviétiques devient une priorité, encore renforcée au début des années 1960 par la crise de Cuba. Considérant quelques années plus tard l'infaisabilité de protéger efficacement le territoire américain contre une attaque massive de missiles soviétiques, le gouvernement américain choisit de négocier avec Moscou une limitation des missiles offensifs et défensifs, afin d'éviter de poursuivre sans fin la course aux armements. Cette politique aboutit en mai 1972 à la signature des traités SALT 1 et ABM (en anglais, traité « Anti Ballistic Missile »).

#### Rééquilibrage au profit de la défense de théâtre
Un changement majeur de stratégie intervient à partir de 1990. La fin de la guerre froide et la première guerre du Golfe conduisent les États-Unis à recentrer leurs efforts en matière de défense antimissile sur la protection des forces de théâtre contre des attaques de missiles à courte ou moyenne portée, et à ne rechercher qu'une capacité limitée de protection du territoire américain.
L'acquisition de capacités nucléaires et balistiques par de nouveaux États comme la Corée du Nord ou l'Iran, considérés comme hostiles par les États-Unis, conduisent au début des années 2000 à un rééquilibrage entre la défense de théâtre et la défense de territoire : les États-Unis sortent du traité ABM, et investissent massivement dans un système global et intégré dont la plupart des composantes unitaires peuvent à des titres divers contribuer à ces deux objectifs. C'est par exemple le cas du système Aegis dont les missiles Standard peuvent intercepter un ICBM durant sa phase balistique ascendante ou un SRBM pendant la quasi-totalité de son parcours balistique.

#### Une dichotomie devenue moins significative
La défense « multicouches » abolit largement la distinction entre système de théâtre (TMD) et système de territoire (NMD). L'interception d'un missile balistique est d'autant plus facile qu'elle est réalisée tôt, durant sa phase ascendante. Des missiles antimissiles positionnés dans les zones hostiles à proximité des sites de lancement des missiles balistiques ont ainsi une double vocation : tactique, en protégeant les forces à terre et les task forces navales constituées autour des porte-avions, mais aussi stratégique en interceptant peu après leur lancement des missiles à moyenne portée capables d'atteindre des États européens ou des missiles intercontinentaux capables d'atteindre le territoire américain. Cette approche dite « multicouches » permet d'intercepter un missile lors de deux ou trois phases de son vol et pas seulement en phase de rentrée, et d'augmenter ainsi la probabilité de sa destruction.

### Vision stratégique intégrée de la défense antimissile
La défense antimissile active par destruction de missiles durant leur vol ne constitue qu'un des volets d'une défense complète et intégrée contre les missiles. Celle-ci englobe en réalité un ensemble de stratégies, de plans et de moyens complémentaires : la destruction préventive des systèmes de missiles offensifs, la mise hors d'état d'opérer de ces systèmes par la neutralisation de leurs moyens de détection et de commandement, et la défense passive pour limiter les dégâts causés par les attaques de missiles.
Les difficultés techniques et les coûts associés au développement des systèmes antimissiles demeurent considérables. Au milieu de la décennie 2010, de nombreux systèmes sont en service opérationnel, mais aucun n'a encore été mis en œuvre dans un contexte réel. Les doutes quant à leur efficacité qui en découlent légitimement incitent à ne pas faire reposer leurs stratégies de défense antimissile sur ces seuls systèmes. Sans que cela les remette en cause, la stratégie américaine de lutte contre les armes de destruction massive et les missiles balistiques repose surtout sur un volet offensif qui élargit potentiellement l'usage de l'arme nucléaire,,.

### Une efficacité contestée
L'efficacité réelle des systèmes antimissiles demeure dans les années 2010 un sujet de débat. De nombreux systèmes ont été abandonnés sans qu'ils aient jamais atteint un stade opérationnel. Et les doutes subsistent toujours sur l'efficacité en conditions réelles de combat des systèmes antimissiles dont les historiques de tests prêtent à discussion et qui n'ont encore jamais été mis en œuvre opérationnellement à une échelle significative. Durant les 30 dernières années, les États-Unis ont consacré 200 milliards de dollars à la défense antimissile ; le budget de l'année 2018 est porté par le Président Trump de 10 à 14 milliards, manifestant la volonté de l'exécutif américain d'accentuer encore l'effort en la matière, alors que les taux de succès des missiles tirés en test témoignent d'une efficacité moyenne. Par exemple, sur 18 essais du missile GBI de défense contre les ICBM, 8 ont échoué soit un taux de réussite de 56%, et sur les trois derniers essais du missile SM-3 Blk IIA deux ont échoué.

## Architecture des systèmes de défense antimissile
Les systèmes de défense antimissile active comportent trois sous-systèmes principaux, d'alerte, d'interception, de commandement et contrôle. Ils couvrent le domaine de vol complet d'un missile balistique, depuis son lancement jusqu'à l'approche terminale de sa cible.

### Architecture fortement intégrée

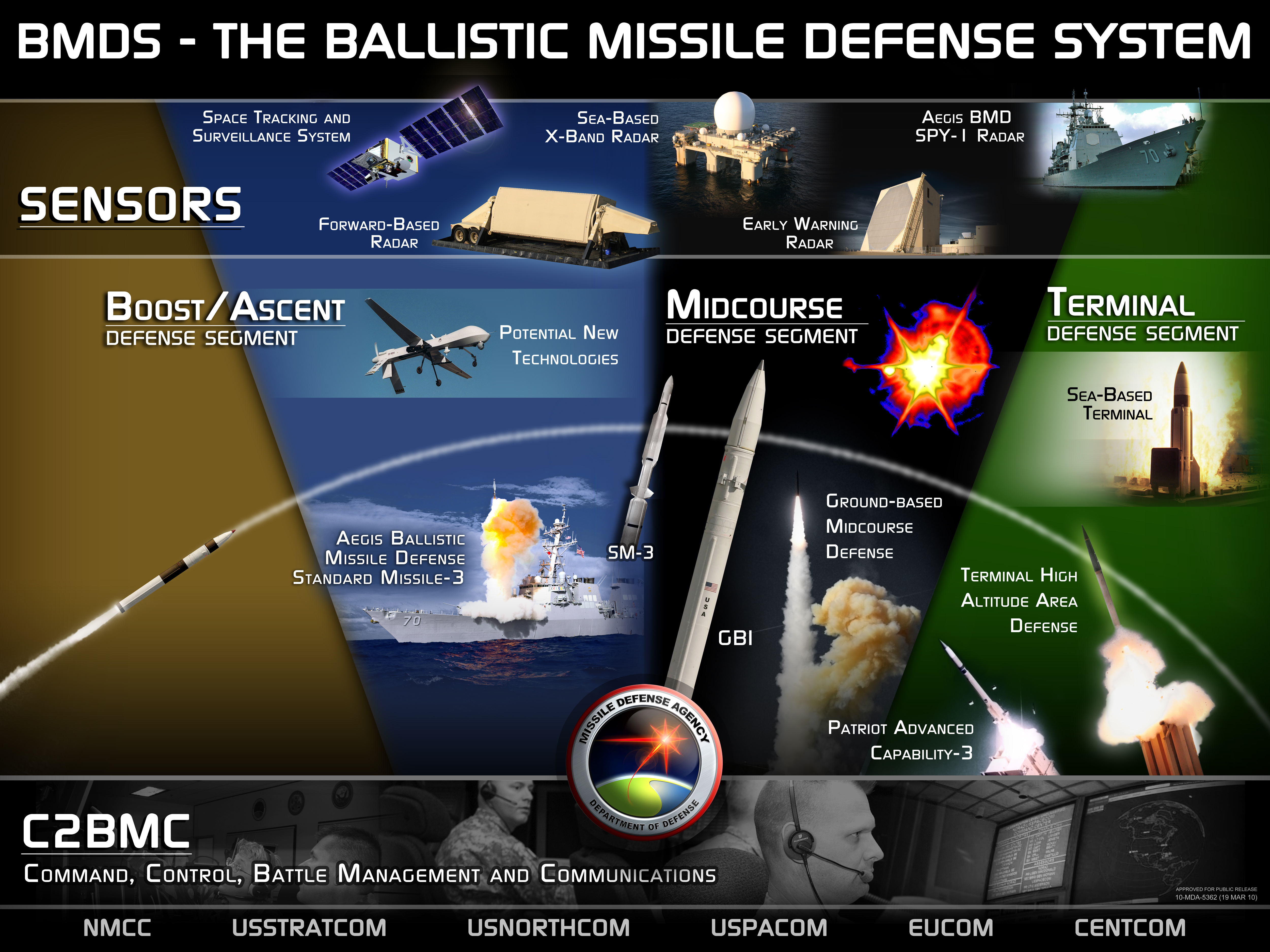
Schéma d'architecture d'ensemble du système de défense antimissile des États-Unis.

Les systèmes antimissiles se caractérisent par une très forte intégration grâce au traitement numérique des données et à l'automatisation poussée des procédures d'interception : une intégration intra-système qui permet à un système de fonctionner en autonomie complète depuis la détection jusqu'à la destruction de la cible, et une intégration inter-systèmes qui permet à plusieurs systèmes de fonctionner ensemble par des échanges de données en temps réel pour constituer une défense multicouches qui permet d'engager une même cible à deux ou trois phases de son vol.
Les systèmes terrestres mobiles russes S-400 et américain THAAD sont des exemples d'une intégration intra-système : chaque batterie de tir comporte des radars de détection et de conduite de tir, des lanceurs et un poste de commandement et de contrôle qui lui assurent une autonomie de tir contre des cibles dans un rayon de quelques centaines de kilomètres autour de leur lieu de déploiement. À titre d'exemple, les éléments constitutifs d'une batterie THAAD, tous montés sur camion, sont le véhicule lanceur (6 à 9 par batterie) équipé de 8 tubes de lancement (soit de 48 à 72 missiles par batterie), l'unité de commandement, de contrôle de tir et de communications BM/C3I (Battle Management/Command, Control, Communications, and Intelligence) répartie sur plusieurs camions, et le radar AN/TPY-2 avec ses équipements électroniques et logistiques associés répartis sur quatre camions remorques.
Les systèmes américains GBI, Aegis et THAAD disposent d'une intégration inter-systèmes qui permet d'engager des IRBM ou des ICBM dans l'exoatmosphérique, pour les deux premiers, ou dans le haut endoatmosphérique pour le troisième.

### Sous-systèmes d'alerte
Les sous-systèmes d'alerte comprennent les satellites et radars conçus pour assurer la détection lointaine des missiles balistiques. Cette fonction est intégrée à la défense antimissile, mais elle assure aussi une veille permanente des essais de missiles et des lancements de satellites effectués afin d'évaluer l'évolution des programmes de missiles dans le monde. Les satellites et les radars sont complémentaires, les premiers sont surtout adaptés à la détection des IRBM et ICBM dont la phase de propulsion est assez longue, les seconds prenant le relai pour assurer la trajectographie précise des missiles détectés.

#### Satellites
Des satellites d'observation détectent le lancement de missiles dès leur phase de propulsion où les émissions infrarouges peuvent être aisément repérées. Le réseau américain SBIRS à capteur infrarouge compte en 2017 six satellites opérationnels.

#### Radars

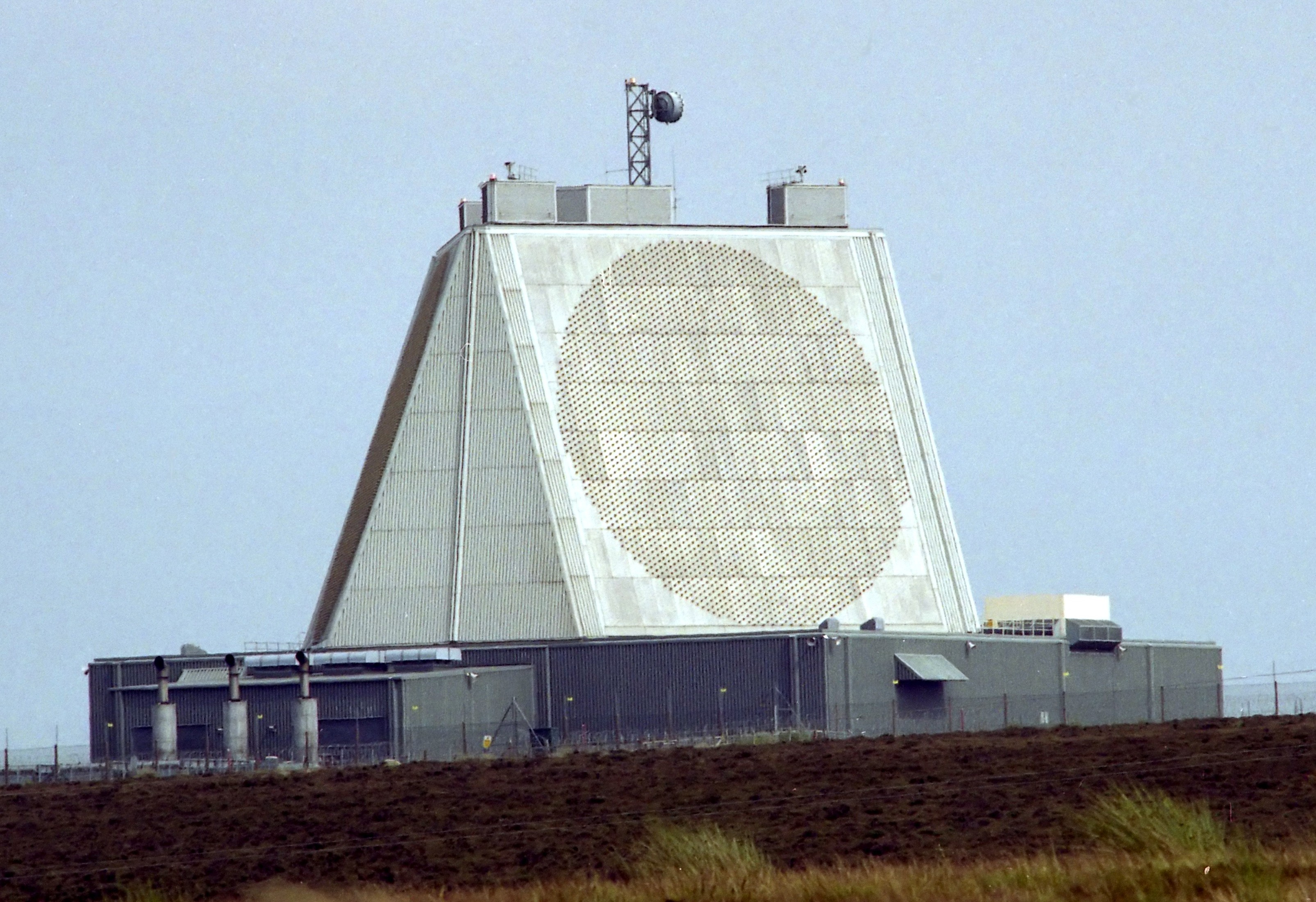
Radar d'alerte précoce implanté à Fylingdales au Royaume-Uni.

Des radars de différents types sont mis en œuvre pour détecter les cibles, les discriminer, préciser leur trajectoire et assurer la conduite de tir. Les radars de bande L couvrent un large champ mais de façon imprécise, ce qui les cantonne dans un rôle de détection. Les radars de bande X, qui permettent un suivi extrêmement précis à grande distance (> 2 000 km) de cibles même très petites, sont utilisés pour la conduite de tir, mais des zones de recherche de cible relativement restreintes doivent leur avoir été indiquées. Les radars de bande S possèdent des caractéristiques intermédiaires et sont donc relativement polyvalents.
Les États-Unis disposent de cinq grands radars fixes d’alerte précoce (Ballistic Missile Early Warning System) destinés essentiellement à détecter des ICBM qui viseraient le territoire américain,,. La Russie développe depuis 2009 une série de radars Voronezh[réf. souhaitée] capables de détecter des ICBM à plusieurs milliers de kilomètres.
La défense de théâtre requiert que les systèmes soient opérés à proximité des zones à protéger des attaques de missiles, et par voie de conséquence la plupart sont mobiles en mer ou à terre. Le radar bande X AN/TPY 2, développé pour le système terrestre mobile THAAD, peut fonctionner sous deux modes, soit comme radar d'alerte avancée avec une portée d'environ 3 000 km, soit comme radar de conduite de tir des missiles avec une portée d'environ 600 km. Ce radar est interopérable avec ceux des systèmes Aegis et Patriot. Le radar bande S AN/SPY 1 équipe les navires de l'U.S. Navy dotés du système Aegis de défense antiaérienne et antimissile. Radar multifonction, il assure la détection et la poursuite d'une centaine de cibles en simultané ainsi que la conduite de tir des missiles,.

### Sous-systèmes d'interception
Les sous-systèmes d'interception comprennent les missiles, leurs conduites de tir et les équipements de mise en œuvre opérationnelle à terre ou en mer. Au milieu des années 2010, les seuls intercepteurs ayant atteint un stade opérationnel sont des missiles. Des recherches sont menées depuis les années 1980 pour mettre au point des intercepteurs qui utilisent des technologies laser à haute énergie. Aux États-Unis, la Missile Defense Agency continue de financer des programmes de recherche et des démonstrateurs autour de ces technologies.
Les caractéristiques des missiles sont essentiellement fonction de l'altitude à laquelle ils réalisent l'interception et de la vitesse de la cible visée,.
L’interception durant le vol balistique exoatmosphérique offre le maximum de possibilités de succès, car, ni leurre ni manœuvre évasive ne viennent la compliquer ; elle suppose le développement d’intercepteurs très véloces, capables en théorie de traiter tout type de cible, et leur déploiement au plus près des zones de tir sur des plates-formes navales et terrestres mobiles. À titre d'exemple, le missile SM-3 Block IIA du système Aegis est conçu, grâce à sa vitesse élevée de l'ordre de 4,5–5,5 km/s, pour intercepter dans le domaine exoatmosphérique tous les types de missiles, sauf les ICBM,. L'interception exoatmosphérique à mi-course des ICBM suppose des intercepteurs capables d'atteindre des altitudes de plusieurs centaines de kilomètres et de très grandes vitesses. Le missile américain GBI est en 2017 le seul capable de réaliser ce type d'interception.
| Phase                | Sous-phase                        | Classe d'interception              | Exemple de missile |
| -------------------- | --------------------------------- | ---------------------------------- | ------------------ |
| Phase ascendante     | Phase de propulsion et ascendante | Endo-atmosphérique (< 70 km)       | _                  |
| Mi-course balistique | Pré-apogée                        | Exo-atmosphérique (70–150 km)      | SM-3 Block IIA     |
| Mi-course balistique | Apogée                            | Exo-atmosphérique (150–500 km)     | GBI                |
| Mi-course balistique | Post-apogée                       | Exo-atmosphérique (70–150 km)      | SM-3 Block IIA     |
| Phase de rentrée     | Phase de rentrée haute            | Haut endo-atmosphérique (30–70 km) | THAAD              |
| Phase de rentrée     | Phase de rentrée basse            | Bas endo-atmosphérique (< 30 km)   | PAC-3, S-400       |

L'interception en phase descendante, dans le haut endoatmosphérique, présente des difficultés essentiellement du fait des fortes contraintes liées à la discrimination des cibles. Durant la courte phase de rentrée, les missiles balistiques atteignent des vitesses très élevées, de plusieurs kilomètres par seconde, nécessitant que les missiles antimissiles conçus pour les interceptions durant cette dernière phase soient très véloces, manœuvrables et que les systèmes de tir soient très réactifs.
Dans le bas endoatmosphérique, les défenses antimissiles et antiaériennes reposent largement sur les mêmes systèmes. À titre d'exemple, le missile Aster peut engager, jusqu'à une altitude de 20 km, des avions à une distance supérieure à 100 km et des missiles (SRBM, ALCM/SLCM) à une trentaine de kilomètres de distance.

#### Composants d'un missile intercepteur

Diagramme des composantes du missile THAAD : le booster de propulsion, le véhicule d'interception (kill vehicle) et la coiffe de protection (shroud)

Les missiles comprennent un ou plusieurs étages de propulsion (ou boosters) et un véhicule d'interception, lui-même constitué de plusieurs éléments : le système d'autoguidage terminal, le système de propulsion et de manœuvres final et la tête militaire.

#### Boosters de propulsion
Les missiles antimissiles utilisent tous un système de propulsion à propergol solide, pour permettre des délais de mise en œuvre extrêmement courts, contrairement aux ergols liquides. De plus, l'utilisation de propergols solides élimine les problèmes de stockage alors que la plupart de ces systèmes sont mobiles. Les missiles à longue portée ont une configuration à deux ou trois boosters pour atteindre la zone d'interception à très grande vitesse. Les données publiques disponibles créditent le Patriot PAC-3, missile de la couche basse du système multicouche américain, d'une vitesse de 1,4 km/s, soit Mach 4, ou 5 000 km/h. Le SM-3 Block IA RIM-161B, missile de la couche haute, est crédité d'une vitesse de l'ordre de 3 km/s.

#### Autoguidage final
Les technologies de guidage des missiles sont essentiellement fonction de l'altitude d'interception pour laquelle ils sont conçus.
Les missiles exoatmosphériques utilisent des senseurs infrarouges qui détectent les cibles à plusieurs centaines de kilomètres et dont l'électronique embarquée est conçue pour repérer le véhicule de rentrée porteur de la charge militaire parmi les autres objets l'environnant. Des propulseurs spatiaux guident le missile intercepteur vers sa cible désignée.
Les missiles qui visent la destruction de leur cible dans le haut endoatmosphérique associent pour leur guidage un radar bande X au sol de conduite de tir et un guidage terminal infrarouge.
Les missiles qui opèrent dans le bas endoatmosphérique utilisent les mêmes technologies que les missiles antiaériens modernes dont ils sont le plus souvent dérivés. Ils sont équipés d'un autodirecteur radar actif qui les rend autonomes dans la phase finale d'interception. À titre d'exemple, le guidage du missile Aster 30 est effectué durant la première partie de son vol par un guidage inertiel à partir des données transmises par le radar à balayage électronique Arabel bande X multifonction du système SAMP/T ; durant la phase finale d'interception, le guidage est effectué par l'autodirecteur radar actif du missile. Celui de l'Aster 30 émet en bande Ku et celui de l'Aster 30 Block 1 NT fonctionne en bande Ka.
Les manœuvres du missile intercepteur sont effectuées soit par des gouvernes aérodynamiques seules ou en combinaison avec un système d'éjection de gaz au niveau du centre de gravité du missile (dit PIF/PAF, pour « Pilotage d'interception en force / Pilotage aérodynamique en force »),, soit pour les missiles qui évoluent dans le domaine exo-atmosphérique par de petits propulseurs.

##### Tête militaire
Les missiles intercepteurs utilisent soit une charge nucléaire, soit leur énergie cinétique, soit une charge explosive.
Les missiles LIM-49A Spartan et ABM-1 Galosh (en) d'interception d'ICBM à très haute altitude, développés pendant les années de la guerre froide, emportaient une ogive thermonucléaire mégatonnique. Les Russes ont maintenu en activité et modernisé leurs installations (A-135) de défense antimissile autour de Moscou ; le missile 53T6 (code OTAN : ABM-3 Gazelle) en service depuis 1995 est armé d'une tête nucléaire d'une puissance de 10 Kt.
La destruction par énergie cinétique (dite « hit-to-kill ») est réservée aux interceptions à très haute altitude, dans le haut endoatmosphérique ou dans l'exoatmosphérique. La précision requise pour guider l'intercepteur vers la tête de rentrée du missile adverse avec laquelle il doit entrer en collision est de l'ordre du demi-mètre. Les missiles des systèmes américains Ground-based Midcourse Defense (GMD) et Terminal High Altitude Area Defense (THAAD) en sont des exemples. Ces missiles sont équipés d'une tête unique (dite OKV « Object Kill Vehicle »). Afin d'intercepter plusieurs cibles avec un seul missile GBI, la MDA développe une tête multiple (dite MOKV « Multi-Object Kill Vehicle »), dont elle prévoit qu'elle soit opérationnelle à l'horizon 2025,.
Les missiles qui réalisent leur interception à basse ou moyenne altitude utilisent en général une charge explosive pour détruire leur cible, comme les missiles antiaériens dont ils sont le plus souvent dérivés. C'est le cas par exemple du Patriot PAC-2 ou du S-400. Grâce à l'amélioration des performances de son système de guidage, le Patriot PAC-3 détruit le missile adverse par collision directe (« hit-to-kill ») ; toutefois, il emporte une petite charge explosive qui propage autour du missile des fragments de métal pour augmenter la probabilité de destruction.

#### Développement incrémental de familles de systèmes: exemple du Standard Missile (SM) du système Aegis

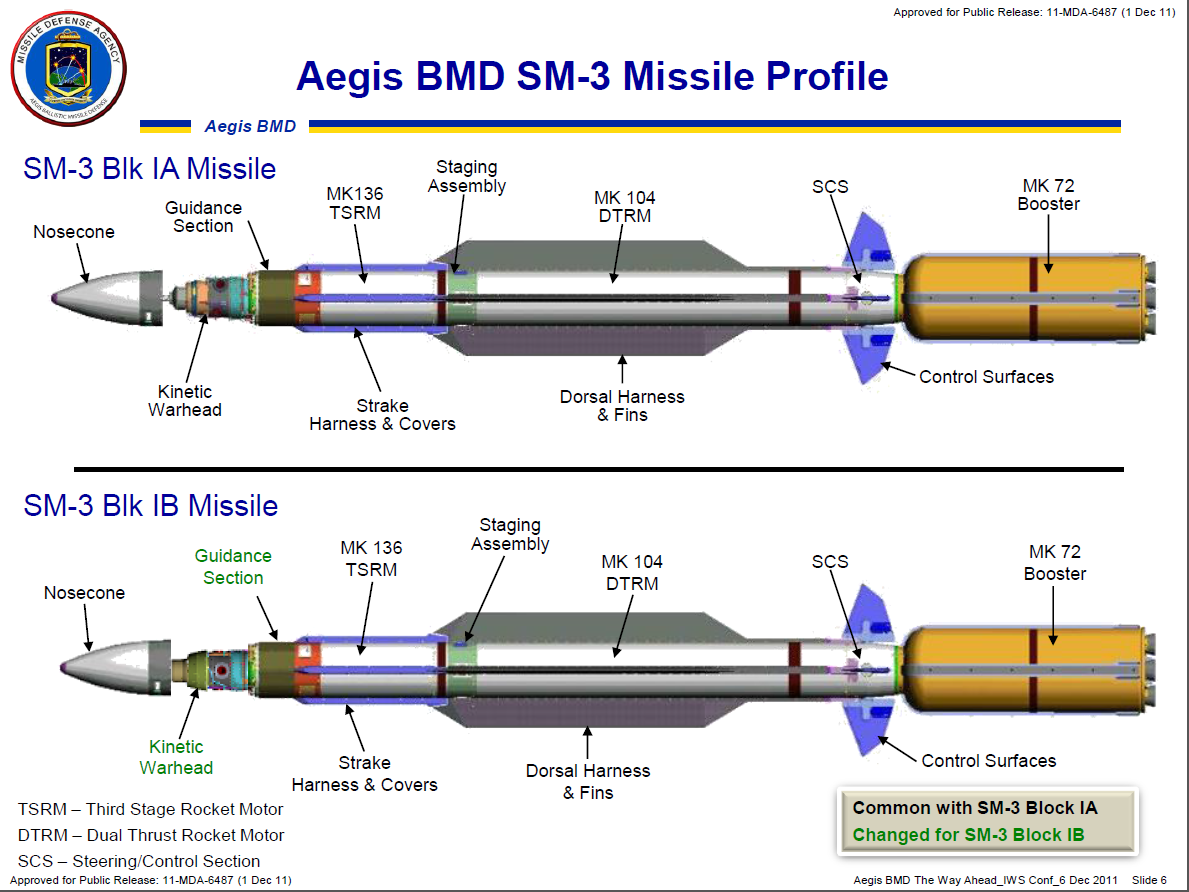
Schéma du SM-3 montrant les différences du SM-3 IB par rapport au SM-3 IA.

Afin de limiter les risques technologiques, la plupart des systèmes antimissiles sont développés sur de très longues périodes de temps, 20 ans ou plus, en suivant un plan de versions successives qui incorporent des améliorations incrémentales qui sont réalisées tous les 5 à 10 ans. Sous le même nom générique vont être développées des versions de missiles, de radars ou de systèmes électroniques de plus en plus performantes, intégrant des sauts technologiques, au point que les caractéristiques du système d'origine et celles des versions ultérieures diffèrent grandement. Les systèmes Patriot et Aegis s'inscrivent dans cette logique.
Le système de combat naval Aegis monté à l'origine sur les croiseurs de la classe Ticonderoga devient opérationnel en 1978, armé de la deuxième génération du missile antiaérien Standard, le SM-2 MR Block I RIM-66C/D ; il est remplacé à partir de 1999 par le SM-2ER Block IV RIM-156A, première version apte à l'interception de missiles balistiques. Une version dont les performances antimissiles sont profondément améliorées, le SM-3 Block IA RIM-161B commence à équiper les navires Aegis à partir de 2005. Ce missile utilise les mêmes premier et deuxième étage de propulsion et le même système de guidage dans la partie endoatmosphérique du vol que le SM-2 Block IV ; en revanche, pour augmenter sa portée jusque dans le domaine exoatmosphérique, il est doté d'un troisième étage de conception nouvelle et la tête explosive est remplacée par une tête à énergie cinétique équipée d'un capteur infrarouge pour le guidage terminal.
| Standard Missile        | SM-2ER Block IV RIM-156A                       | SM-3 Block IA RIM-161B          | SM-3 Block IB RIM-161C          | SM-3 Block IIA RIM-161D         |
| ----------------------- | ---------------------------------------------- | ------------------------------- | ------------------------------- | ------------------------------- |
| Année mise en service   | 1999                                           | 2005                            | 2013                            | 2018                            |
| Classe d'intercepteur   | Antiaérien et antimissile (endo-atmosphérique) | Antimissile (exo-atmosphérique) | Antimissile (exo-atmosphérique) | Antimissile (exo-atmosphérique) |
| Cibles principales      | SRBM / Missiles de croisière                   | SRBM / MRBM                     | SRBM / MRBM                     | MRBM / IRBM                     |
| Vitesse                 | 1,2 km/s                                       | 3–3,5 km/s                      | 3–3,5 km/s                      | 4,5–5,5 km/s                    |
| Portée maximale         | 240 km                                         | 700 km                          | 700 km                          | 2 500 km                        |
| Altitude d'interception | > 30 km                                        |                                 |                                 | > 150 km                        |
| Tête militaire          | Tête explosive                                 | Tête à énergie cinétique        | Tête à énergie cinétique        | Tête à énergie cinétique        |
| Notes SM-3 1.           |                                                |                                 |                                 |                                 |

### Sous-systèmes de commandement et de contrôle
Les sous-systèmes de commandement et de contrôle (C2) reposent sur des logiciels qui permettent aux différents composants de la défense antimissile de communiquer entre eux, afin de fournir une image en temps réel de la situation, de proposer une ou plusieurs solutions aux autorités de commandement, de déclencher l’interception et d’en surveiller le déroulement. Les procédures préétablies d'engagement sont ainsi très largement automatisées de manière à pouvoir effectuer l'interception dans le très court temps de vol des cibles, de quelques minutes à moins de 30 minutes pour les ICBM.

## Historique général de la défense antimissile
Des projets sont lancés en 1947. Il apparaît toutefois rapidement que le développement de telles armes ne peut être envisagé qu'à long terme. En revanche, un premier missile antiaérien, le MIM-3 Nike-Ajax, destiné à se défendre contre les bombardiers soviétiques, entre en service opérationnel à partir de 1954. Le facteur déclencheur de la mise au point des premiers systèmes antimissiles est le développement au milieu des années 1950 par les Soviétiques des premiers missiles intercontinentaux (ICBM) à tête nucléaire capables d'atteindre le sol américain.

### Rôle mineur de la défense antimissile durant la guerre froide
Durant la guerre froide, seules les cinq puissances nucléaires « officielles » possèdent des vecteurs balistiques capables de porter des têtes conventionnelles ou des têtes nucléaires stratégiques ou tactiques. Les stratégies de dissuasion s'appuient pour l'essentiel sur des doctrines d'emploi d'armes nucléaires offensives appliquées au face à face entre les États-Unis et l'Union soviétique, et à sa déclinaison particulière en Europe où la supériorité des forces conventionnelles soviétiques constitue un paramètre majeur.
Américains et Soviétiques se lancent dès la fin des années 1950 dans le développement de missiles antimissiles, comme le Nike Zeus. Mais les technologies disponibles ne permettent pas de rendre opérationnels des systèmes capables de stopper une attaque massive de l'une ou l'autre des deux grandes puissances. Tirant les conséquences de cet état de fait et désireux de limiter la course aux armements, elles signent en 1972 le traité ABM par lequel les deux parties s’engagent à renoncer à une protection globale de leur territoire. Le traité autorise deux types de défense : protection de la capitale et d’une base de lancement de missiles, avec la contrainte que le système de défense ne peut être basé en mer, dans l’air, dans l’espace ou sur des plates-formes terrestres mobiles. En 1974, le nombre de sites autorisés est réduit de deux à un. En 1976, les États-Unis ferment leur site, en raison des insuffisances du système Safeguard.
Le 23 mars 1983, Ronald Reagan lance l’Initiative de Défense Stratégique (IDS) (ou « Guerre des étoiles ») de développement à long terme d’un bouclier spatial qui rendrait les armes nucléaires « impuissantes et obsolètes », pour protéger les États-Unis d’une attaque massive de plusieurs milliers de têtes nucléaires soviétiques.

### Regain d'intérêt aux États-Unis pour la défense antimissile dans les années 1990
Au début des années 1990, la fin du monde bipolaire de la guerre froide et la prolifération d'armes de destruction massives, parfois nucléaires, entre les mains de puissances régionales au Moyen-Orient ou en Asie conduisent les puissances occidentales à réorienter la défense antimissile et à lui donner une place croissante, au fur et à mesure que les progrès technologiques en augmentent les capacités,.
La guerre du Golfe de 1990-1991, qui voit l'utilisation de missiles Patriot PAC-2 pour intercepter les missiles balistiques Scud lancés par l’armée irakienne, illustre de manière spectaculaire cette nouvelle donne stratégique. Le 18 janvier 1991, un missile Patriot PAC-2 détruit en vol un Scud irakien lancé vers la base américaine de Dhahran en Arabie saoudite, première interception réussie d'un missile par un autre missile. Le taux d'interceptions réussies par les Patriot PAC-2 déployés en Israël et en Arabie saoudite en janvier et février 1991 durant la guerre du Golfe fait débat, les premières estimations qui font état d'un taux de succès proche de 90 % sont revues fortement à la baisse par plusieurs rapports successifs,.
Aux États-Unis, George H. W. Bush fait réviser l'IDS et lance le programme GPALS (Global Protection Against Limited Strikes) qui réduit sensiblement les ambitions en matière de défense antimissile de territoire au profit de la défense antimissile de théâtre,. Les États-majors américains jugent que la menace de frappes balistiques d’États proliférants contre le territoire américain est faible, et s'inquiètent davantage du risque qu'elles peuvent représenter pour les forces américaines déployées dans les pays alliés ou pour celles qui seraient projetées sur des théâtres d'opérations en situation de crise ou de guerre,. Cette approche demeure compatible avec le traité ABM, et ne fait pas obstacle à la conclusion par les Américains et les Russes du traité START I qui entérine une nouvelle réduction des armements stratégiques nucléaires.
Dans les années 1990, plusieurs programmes de développement de nouvelles générations de missiles antimissiles sont menés à bien, non sans difficultés. L'U.S. Army met au point le Patriot PAC-3, beaucoup plus performant que le PAC-2. Le nouveau missile est dérivé du missile ERINT issu de l'initiative de défense stratégique (IDS). Le développement et les tests durent dix ans, le PAC-3 reçoit sa qualification opérationnelle initiale en 2003, quatre ans plus tard que prévu. L'U.S. Army lance aussi le développement du THAAD, missile entièrement nouveau, pour couvrir les menaces à des altitudes plus élevées que le Patriot. Lockheed Martin est choisi en 1992 comme contractant principal. Onze tests en vol sont conduits entre 1995 et 1999, les neuf premiers sont des échecs. Le contrat d'industrialisation est cependant conclu en 2000. Onze tests du missile de pré-production ont lieu entre 2005 et 2009, tous réussis. Le premier contrat de production est passé en 2007 et la première batterie THAAD est formée en 2008 avec des missiles de pré-production, seize ans après les débuts de son développement, pour poursuivre les tests en conditions opérationnelles. Le THAAD reçoit les missiles de production et atteint sa pleine capacité opérationnelle en 2012.
Les premiers tirs en 1998 du missile Gauhri par le Pakistan, du Shahab-3 par l'Iran et du Taepo Dong par la Corée du Nord, ainsi que les essais nucléaires indiens et pakistanais la même année, ouvrent la voie aux États-Unis à la relance d’une défense antimissile globale, concrétisée en 1999 par le vote du « National Missile Defense Act » sous la pression politique des Républicains et de l'opinion publique,.

### Essor de la défense antimissile dans les années 2000

#### Réorientation de la stratégie des États-Unis
Les progrès des programmes de missiles balistiques initiés par des États comme l'Iran et la Corée du Nord et l'arrivée de George W. Bush à la maison blanche donnent une nouvelle impulsion à la défense antimissile, aux États-Unis mais aussi dans de nombreux États.
Aux États-Unis, le nouveau président issu du camp Républicain est très favorable à la défense antimissile. Rebaptisé « National Missile Defense (NMD) », le nouveau programme bénéficie d'un doublement des budgets qui passent de 4,9 milliards de dollars pour la période 1997-2003 à 10,5 milliards de dollars pour la période 1999-2005. Créée en janvier 2002, la Missile Defense Agency regroupe toutes les initiatives en matière de systèmes antimissiles afin qu'ils puissent opérer de manière intégrée et complémentaire et former ainsi une défense multicouches. Le niveau des ambitions en matière de défense antimissile devient incompatible avec le traité ABM que les États-Unis dénoncent en décembre 2001. George Bush justifie cette décision par le fait que « le traité ABM entrave la capacité de notre gouvernement à protéger notre peuple de futures attaques terroristes ou d'attaques d'Etats hors la loi »,. La dénonciation du traité ABM n'est pas une surprise pour les Russes. Bien que leurs missiles balistiques offensifs soient en nombre très supérieur aux capacités d'interception du système de défense du territoire américain, V. Poutine condamne cette décision et relance la modernisation de son arsenal nucléaire.
La priorité stratégique des États-Unis n'est plus de dissuader une puissance majeure, comme la Russie ou la Chine, de s'attaquer à leurs intérêts vitaux. La priorité est désormais d'être en mesure de faire face aux menaces que font peser les États qualifiés d'états-voyous. Pour ce faire, une capacité limitée d'interception de missiles lancés vers le sol américain est suffisante car les capacités offensives stratégiques de ces États demeureront faibles à l'horizon 2020. En revanche, ces États sont en voie de posséder en grand nombre des armes de destruction massive et des missiles à courte et moyenne portée qui constituent des menaces très sérieuses pour les forces américaines, celles de leurs alliés et les populations de ces états alliés et requièrent donc de se doter de capacités de défense antimissile très supérieures à celles existant dans les années 1990,,.
Pour répondre aux menaces prioritaires identifiées, l'effort de défense antimissile des États-Unis continue de porter dans les années 2000 sur le système GBI qui fournit une capacité d'interception limitée de missiles intercontinentaux à mi-course à très haute altitude, mais donne surtout la priorité aux systèmes Aegis et THAAD dont les capacités initiales adressent plutôt les menaces de théâtre mais qui sont perfectionnés par incrément de manière à pouvoir traiter un spectre vaste de menaces tactiques et stratégiques et constituer ainsi une défense multicouches, offrant plusieurs fenêtres d'interception de missiles à moyenne ou longue portée. La nécessité de pouvoir s'approcher des zones de lancement des missiles à intercepter conduit à donner une priorité importante à la construction ou à la modernisation des croiseurs de la classe Ticonderoga et aux destroyers de la classe Arleigh Burke équipés du système Aegis et de son missile Standard.

#### OTAN et Russie
Les États européens membres de l'OTAN, lors du sommet de Prague en 2002, décident de mettre en place un dispositif OTAN antimissile de théâtre (ALTBMD) qui se concrétise par un premier déploiement opérationnel en 2010,.

#### Israël
Israël consacre des moyens importants à sa défense antimissile pour faire face à la menace des SRBM dont se dotent les États du Moyen-Orient qui lui sont les plus hostiles, l'Irak, la Syrie et l'Iran, mais aussi pour se protéger d'un nombre considérable d'armes de courte portée, roquettes et autres projectiles intelligents, dont disposent le Hamas ou le Hezbollah.
Le missile Arrow 2, dont le développement a été accéléré dans les années 1990 après la guerre du Golfe durant laquelle une quarantaine de missiles Scud ont été tirés visant le territoire israélien,, est conçu pour intercepter des SRBM dans le haut endoatmosphérique (50 à 70 km). Une première batterie est mise en service en 2000 et une deuxième suit en 2002.
Durant le conflit israélo-libanais de 2006, près de 4 000 roquettes touchent le nord du pays et le port d'Haïfa. Israël lance alors le développement d'un système de protection à très courte et courte portée contre les roquettes et les missiles. Connu sous le nom de « dôme de fer » ce système unique au monde constitue la couche basse de la défense antimissile israélienne, devenue opérationnelle à partir de 2010.

## Défense antimissile et géostratégie des années 2010
La défense antimissile est devenue une des composantes des stratégies de défense des grandes et moyennes puissances. Elle entre en ligne de compte dans l'équilibre stratégique entre les trois grandes puissances, que sont les États-Unis, la Russie et la Chine qui modernisent leurs arsenaux nucléaires et conventionnels. Elle s'inscrit aussi dans les équilibres militaires des trois grandes régions où se concentrent les enjeux géopolitiques des années 2010 que sont l'Europe, le Moyen-Orient et la zone Asie-Pacifique.

### Équilibre stratégique entre les États-Unis, la Russie et la Chine
Dans les années 1990 et 2000, les États-Unis et la Russie réduisent leurs arsenaux nucléaires, la Chine consacre ses moyens en priorité à son développement économique et la supériorité stratégique des États-Unis n'est pas contestée.
Depuis le début des années 2010, toutes les composantes du système antimissile multicouches des États-Unis sont opérationnelles (GBMD / missile GBI, Aegis / missile SM-3, THAAD et MIM-104 Patriot PAC-3). Des budgets importants continuent de lui être consacré pour son amélioration constante. Aux États-Unis même, ses détracteurs alertent sur l'effet déstabilisateur de ce développement sur l'équilibre stratégique existant et qui s'oppose de facto à toute politique de désarmement nucléaire. Fin 2017, les États-Unis possèdent 44 missiles GBI intercepteurs d'ICBM, déployés sur deux sites, Fort Greely en Alaska et la Vandenberg Air Force Base en Californie. Un test est prévu en 2018 qui réduira à 43 le nombre de missiles disponibles. L'acquisition de 20 nouveaux missiles est inscrite au budget FY2018.
Les Russes et les Chinois dénoncent régulièrement le bouclier antimissile américain et modernisent leur arsenal nucléaire stratégique (ICBM, SLBM) pour se prémunir contre ses effets,. La raison en est que les stratégies de dissuasion nucléaire reposent depuis toujours sur une dissuasion par représailles appuyée sur des capacités offensives et sur des moyens de défense passive visant à assurer leur survie à des premières frappes ou leur indétectabilité. À ces deux composantes traditionnelles des stratégies de dissuasion, la défense antimissile de territoire ajoute une composante de dissuasion par déni, i.e. qui contrecarre l'effet de dissuasion par représailles résultant de la possession d'ICBM ou de SLBM dès lors que ces armes offensives risqueraient d'être détruites en vol. Même si la défense antimissile ne peut être considérée comme totalement efficace, elle ajoute un facteur d'incertitude à une stratégie de représailles et, au minimum, augmente le seuil où la possession d'armes stratégiques offensives devient une assurance contre une attaque nucléaire.
Les États-Unis affirment de manière constante que leurs capacités de défense antimissile ne visent ni la Russie, ni la Chine, mais la Corée du Nord, l'Iran ou tout autre État qui serait capable de se doter d'un nombre limité de missiles capables de frapper leur territoire. Mais les tensions croissantes entre les trois grandes puissances dans les grands théâtres régionaux et l'absence de frontière marquée entre la défense de territoire et la défense de théâtre alimentent la spirale classique d'une nouvelle course aux armements défensifs et offensifs. Le budget FY 2017 de la Missile Defense Agency est de 7,5 milliards de $.
La Russie, dont les armées possèdent une forte tradition de défense antiaérienne, continue de moderniser le système A-135 de défense contre les ICBM situé autour de Moscou, hérité de la guerre froide. Surtout, Moscou développe la famille de systèmes mobiles performants S-300/400/500 de protection de leurs forces, qu'elles soient déployées sur le sol russe ou en opérations extérieures comme en Syrie où une batterie S-400 est mise en œuvre en 2017 et une deuxième début 2018.
La Chine met en place progressivement un bouclier antimissile multicouches à trois niveaux : en couche basse un système endoatmosphérique, dans un premier temps au moins le S-400 russe livré depuis début 2018, en couche moyenne le HQ-19 exoatmosphérique doté d'une tête à énergie cinétique, et en troisième couche un système d'interception à mi-course à très haute altitude dont le développement est confirmé en 2016.

### Équilibres régionaux

#### Zone Europe (OTAN-Russie)
En Europe, seule la Russie possède des missiles balistiques à courte portée (SRBM) aptes à l'emploi sur le théâtre européen. En 2017, les États-Unis accusent la Russie de ne plus respecter les termes du traité INF de 1987 qui interdit les missiles basés à terre d'une portée comprise entre 500 et 5 500 km, ce que la Russie dément. Les relations entre la Russie et l'OTAN se dégradent fortement avec la crise ukrainienne et avec la poursuite du déploiement du système de défense antimissile de l'OTAN, dont l'objectif officiel est de se défendre contre l'Iran et plus généralement contre les menaces émergentes en provenance du Moyen-Orient. Lors du sommet de l'OTAN à Varsovie en 2016, les actions de la Russie sont qualifiées de « source d'instabilité régionale », ce qui n'avait plus été le cas depuis la fin de la guerre froide. Dans sa doctrine militaire de fin 2014, la Russie identifie l'OTAN et les systèmes de défense antimissile respectivement comme la première et la quatrième menace militaire extérieure auxquelles elle est confrontée.

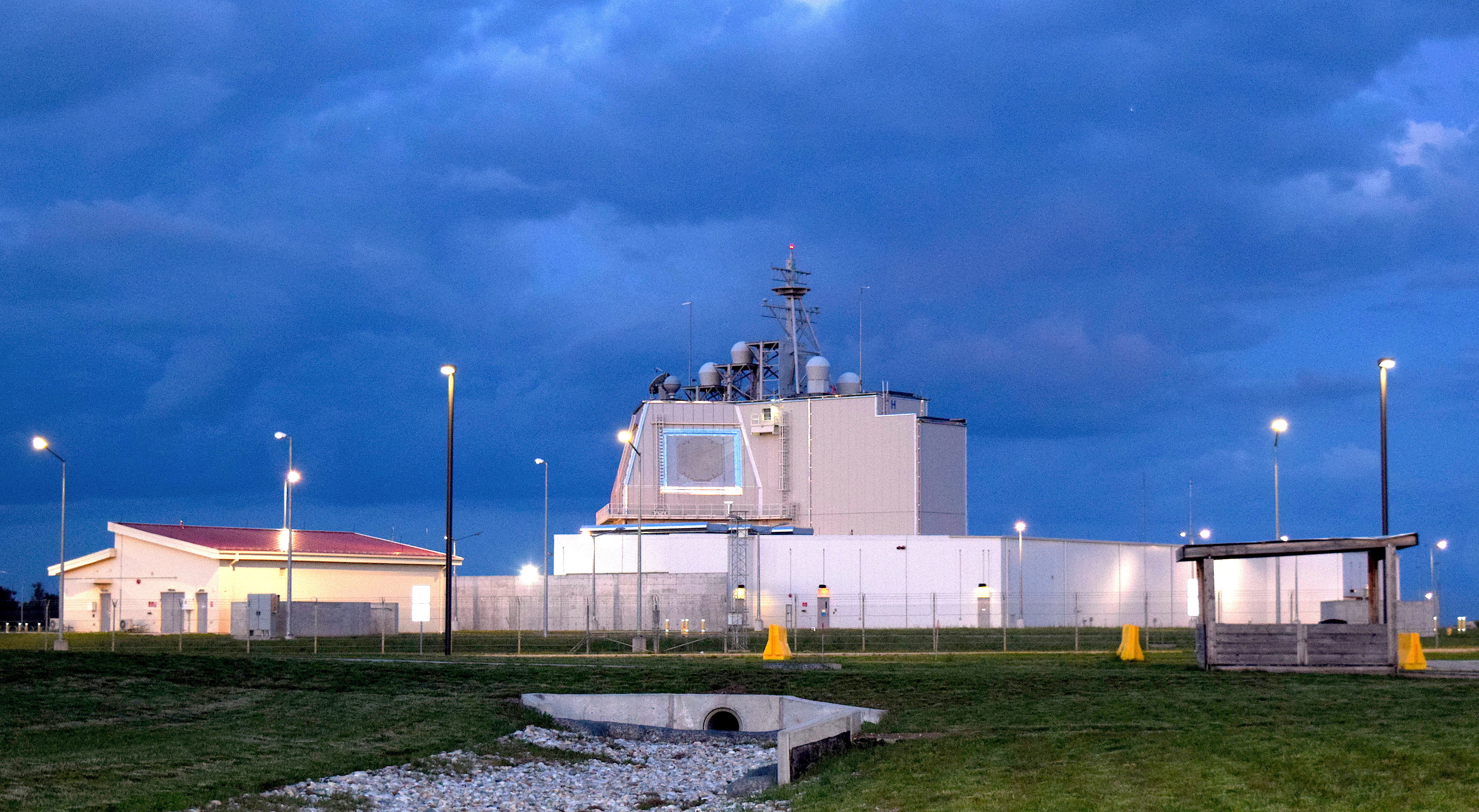
Site et radar Aegis Ashore de l'OTAN en Roumanie.

Les décisions prises entre 2009 et 2013 par les États-Unis et l'OTAN visent à renforcer le bouclier antimissile de l'OTAN tout en éliminant ses aspects les plus provocateurs à l'égard de la Russie. En 2009, Obama abandonne l'installation en Europe du système GMD d'interception d'ICBM et la remplace par un plan en quatre phases de déploiement en Europe du système Aegis aux possibilités d'interception plus limitées, connu sous le nom d'EPAA (« European Phased Adaptive Approach »),,. La Phase IV qui consiste à développer la version Block IIB du missile SM-3 est abandonnée en 2013, officiellement pour des raisons de coût et de complexité technique, mais aussi pour apaiser l'opposition de Moscou à ce nouveau missile qui aurait pu intercepter les ICBM russes durant leur phase ascendante de vol. Ces décisions de compromis ne satisfont pour autant pas les Russes qui considèrent qu'en fait le système de l'OTAN porte atteinte à l'équilibre stratégique global et régional.
L'OTAN poursuit l'exécution de l'EPAA avec l'implantation du système Aegis en Roumanie (Phase II), déclaré opérationnel en 2016 et la construction du site Aegis en Pologne qui doit être achevée en 2018 (Phase III). L'implantation de ce système sur le territoire polonais à proximité immédiate de la Russie entretient la polémique entre les Occidentaux et les Russes sur ces questions de défense antimissile.Tous les États membres de l'OTAN participent au système OTAN de défense aérienne et antimissile intégrée.
Plusieurs États européens de l'OTAN développent aussi leurs capacités en propre de défense antimissile de théâtre. La France, l'Italie et le Royaume-Uni disposent du missile Aster dont le développement d'une version améliorée Block 1 NT est lancé en 2016,. Les Pays-Bas et l'Allemagne possèdent des Patriot PAC-3,. La Roumanie acquiert en 2017 le système Patriot américain. La Pologne est, début 2018, à un stade avancé de négociation de l'acquisition de ce système dans sa version la plus récente PAC-3 MSE pour se protéger des missiles 9K720 Iskander russes déployés dans l'exclave de Kaliningrad.
La Suède, non-membre de l'OTAN, acquiert le système Patriot en 2017.

#### Zone Moyen-Orient
Le Moyen-Orient a connu depuis 1990 plusieurs conflits où il a été fait un usage intensif de missiles balistiques. Cette zone est aussi la seule où les défenses antimissiles ont été mises à l'épreuve du feu. Dans les années 2010, elle demeure une zone de crises et de conflits ouverts, où plusieurs pays continuent d'investir massivement dans les moyens balistiques offensifs et défensifs.
L'Iran, toujours considéré par les États-Unis comme un État-voyou, poursuit le développement de missiles à moyenne portée qui peuvent atteindre toute la région mais aussi l'Europe du Sud-Est. Cette menace est la raison principale mise en avant par l'OTAN pour justifier son programme de défense antimissile. L'Arabie saoudite, qui dispute à l'Iran le leadership régional, est en cours de négociations pour l'acquisition du S-400 russe et du THAAD américain (7 radars AN/TPY-2, 44 lanceurs et 360 missiles).

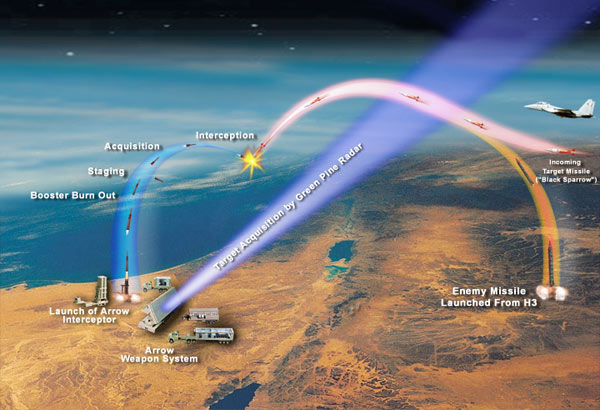
Illustration du fonctionnement du missile Arrow 2 israélien.

Israël, en raison de l'étroitesse de son territoire a développé depuis longtemps une approche systématique des défenses antiaérienne et antimissile de théâtre. Avec les États-Unis, Israël est le seul État à avoir mis en place à partir du début des années 2000 un système multicouches de défense antimissile, dont les deux dernières composantes sont devenues opérationnelles en 2017. Contre les roquettes et les missiles à très courte portée, dont l'usage massif pourrait saturer les défenses, et contre les missiles de croisière volant à basse altitude, Israël poursuit l'amélioration de son système unique, usuellement appelé le Dôme de fer. La seconde couche de son système antimissile, dénommée « Fronde de David » et déclarée opérationnelle en 2017 est conçue pour intercepter simultanément plusieurs missiles en phase descendante à une distance comprise entre 40 et 300 km, comme les Scud-B, les Fateh-110 (en) ou encore les roquettes Khaibar-1. La troisième couche est formée des générations successives des missiles Arrow : deux sites équipés du Arrow 2 sont opérationnels depuis le début des années 2000. En cours de déploiement opérationnel depuis 2017, le missile Arrow-3 (ou Hetz-3) est destiné à l'interception dans le domaine exoatmosphérique,,,,.

#### Zone Asie-Pacifique
Dans la zone indo-pacifique, la Chine, l'Inde, le Pakistan et la Corée du Nord possèdent des armes nucléaires. La Chine, l'Inde et le Pakistan, les trois puissances régionales majeures, historiquement rivales, développent sensiblement leurs moyens militaires à la mesure de leurs ambitions géopolitiques et nourrissent ainsi les tensions entre elles. Les États-Unis craignent aussi que le développement de missiles de toutes sortes puissent rendre difficile l'accès de leurs forces aéronavales à proximité des côtes asiatiques et par voie de conséquence ne plus leur permettre de défendre leurs intérêts nationaux et apporter leur soutien à leurs alliés régionaux, principalement le Japon, la Corée du Sud et Taïwan, mais aussi potentiellement le Vietnam qui entretient de mauvaises relations avec la Chine. La Corée du Nord depuis l'intensification en 2016 et 2017 de ses essais d'armes nucléaires et de missiles balistiques constitue le principal objet d'inquiétudes des États-Unis et de leurs alliés.
Un exemple d'arme nouvelle est le missile chinois DF-21 doté d'un système de guidage terminal infrarouge le rendant apte à frapper des groupes aéronavals qui constituent encore un instrument majeur de la puissance militaire des États-Unis, de la France et du Royaume-Uni.
Le Japon possède 6 navires équipés du système Aegis naval et a en construction deux unités supplémentaires. Il décide fin 2017 d'acquérir deux systèmes Aegis Ashore, la version terrestre de l'Aegis, qui devaient devenir opérationnels à partir de 2023 avant l’abandon du projet en 2020. Ils devaient être équipés de la version Block IIA du missile SM-3, développée conjointement par les États-Unis et le Japon, et être opérés par les Forces japonaises d'autodéfense et non par les États-Unis,,.
Le Japon possède aussi sept batteries de Patriot PAC-3. Les États-Unis déploient aussi des moyens importants de défense antimissile au Japon, des Patriot, des navires Aegis et des radars d'alerte AN/TPY-2 (en).

### Tableau synoptique par zone et pays de déploiement

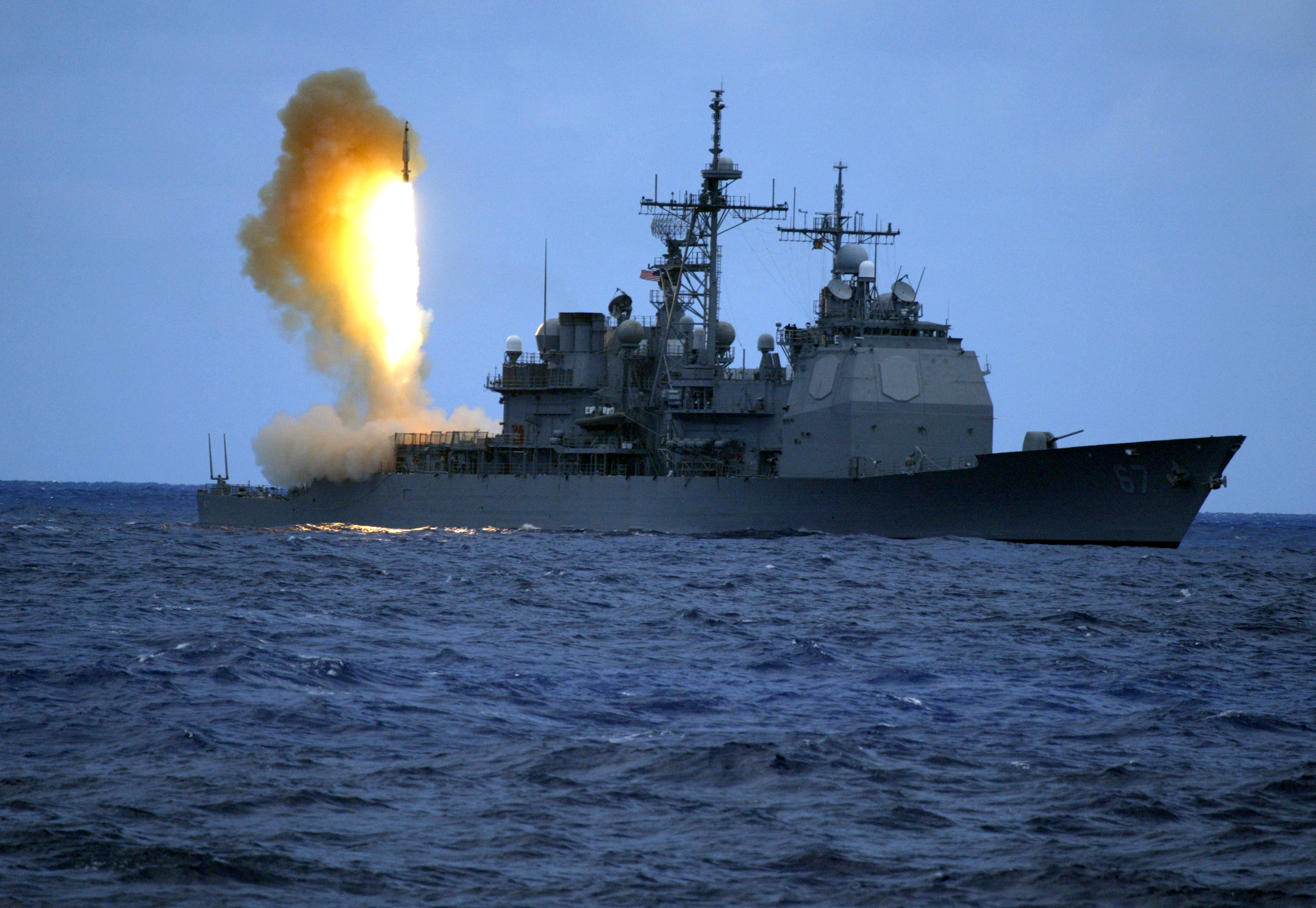
Lancement d'un SM-3 depuis l'USS Shiloh

En 2017, dix États déploient des systèmes antimissiles ou vont en déployer d'ici 2023 par suite des nombreuses acquisitions réalisées depuis 2015.
Les États-Unis déploient dans des pays alliés, à terre ou dans des bases navales, une proportion importante de leurs systèmes de défense antimissile. Ces déploiements participent à la fois à la défense de théâtre, par exemple en contribuant à protéger le Japon contre des tirs de missiles nord-coréens, et à la défense du territoire américain en améliorant les capacités de détection ou de destruction précoce de missiles le visant.
En 2016, les États-Unis possèdent 10 radars AN/TPY-2, dont 6 sont associés à une batterie THAAD (4 à Fort-Bliss au Texas, 1 à Guam et 1 en Corée du Sud), et dont les quatre autres sont déployés de façon autonome comme radar d'alerte à longue portée (2 au Japon, 1 en Turquie, 1 en Israël).
En 2017, l'U.S. Navy possède une flotte de 35 navires équipés du système Aegis au standard de défense antimissile, 5 croiseurs de la classe Ticonderoga et 30 destroyers de la classe Arleigh Burke. Sur ces 35 navires, 19 sont assignés à la flotte du Pacifique, dont 7 sont basés à Yokosuka au Japon et 16 à la flotte de l'Atlantique, dont 4 sont basés à la base navale de Rota en Espagne.
| Zone           | État                | Système       | Déploiements | Référence          |
| -------------- | ------------------- | ------------- | --- | ------------------ |
| Asie-Pacifique | Chine               | S-400         | Acquis en 2014, livraisons en cours depuis janvier 2018 | [ 122 ]            |
| Asie-Pacifique | Corée du sud        | THAAD         | États-Unis Batterie de 6 lanceurs installée à Seongju en 2017                                                                                                  | [ 123 ]            |
| Moyen-Orient   | Émirats arabes unis | THAAD         | Deux batteries et 96 missiles acquis en 2011, opérationnels depuis 2016                                                                                        | [ 124 ]            |
| Asie-Pacifique | Japon               | Aegis         | États-Unis 7e flotte U.S. avec 1 croiseur Ticonderoga et 6 destroyers Arleigh Burke basés à Yokosuka                                                           | ,                  |
| Asie-Pacifique | Japon               | AN/TPY-2 (en) | États-Unis Un radar à Shariki et un à Kyogamisaki | [ 126 ]            |
| Asie-Pacifique | Japon               | Patriot PAC-3 | Sept batteries mises en œuvre par la FJAD, et États-Unis 4 batteries mises en œuvre par les États-Unis                                                         | [ 127 ]            |
| Asie-Pacifique | Guam                | THAAD         | États-Unis Batterie déployée à Guam en permanence depuis 2013                                                                                                  | ,                  |
| Moyen-Orient   | Israël              | Arrow 2       | Deux batteries, une au sud de Tel Aviv et une près de Haïfa | [ 110 ]            |
| Asie-Pacifique | Japon               | Aegis         | En service, 4 destroyers classe Kongō et 2 classe Atago (2 à livrer en 2020/2021) Décision de construire 2 sites Aegis ashore au budget 2018                   | , suspendu en 2020 |
| OTAN-Russie    | OTAN                | Aegis         | Roumanie 1 site Aegis ashore, Pologne 1 site Aegis shore opérationnel en 2022 au plus tôt États-Unis 4 navires Aegis basés en Espagne (le premier depuis 2011) | [ 132 ]            |
| OTAN-Russie    | Russie              | S-400         | Plusieurs régiments déployés aux frontières européennes de la Russie                                                                                           | [ 133 ]            |
| Asie-Pacifique | Russie              | S-400         | En service, un régiment stationné près de Vladovostok | [ 117 ]            |
| Moyen-Orient   | Syrie               | S-400         | Russie 2 batteries dans la région de Lattaquié (la première en 2015, la seconde en 2017)                                                                       | [ 134 ]            |
| OTAN-Russie    | Turquie             | S-400         | Acquis en 2017, 2 batteries sur 4 opérationnelles en 2020 | [ 135 ]            |

## Principaux systèmes antimissiles opérationnels 2010-2020

### Systèmes produits par les États-Unis
Le système Patriot est produit aux États-Unis par Raytheon. Les premières commandes de PAC-3 à l'exportation ont été passées en 2005 par les Pays-Bas et le Japon. À fin 2017, Raytheon a délivré 220 unités de tir à 13 clients, dont les États-Unis, quatre États membres de l'OTAN (Allemagne, Espagne, Grèce et Pays-Bas), cinq États du Moyen-Orient (Arabie saoudite, Émirats arabes unis, Israël, Koweït et Qatar) et trois États en Asie (Corée du Sud, Japon et Taiwan). Fin 2017, la Roumanie acquiert 7 unités de tir et devient le quatorzième client. En mars 2018, la Pologne signe un contrat de 3,8 milliards d'euros pour l'acquisition du système Patriot qui devrait être opérationnel en 2023 ; le contrat porte sur deux batteries, équipées au total de quatre radars AN/MPQ-65, quatre stations de contrôle d’engagement ECS, six centres d’engagement d’opérations EOC, seize systèmes de lancement M903, 208 missiles et 12 lignes radio IBCS,. La Suède est en discussion très avancée pour l'acquisition du Patriot .
Le système THAAD est produit par Lockheed Martin aux États-Unis où il est entré en service opérationnel depuis 2008. En 2012, les Émirats arabes unis acquièrent deux systèmes THAAD et deux radars AN/TPY2. En 2017, les États-Unis ont validé la vente de 44 lanceurs et 360 missiles THAAD à l'Arabie saoudite pour un montant de 15 milliards de dollars U.S. ; la contractualisation effective de cette vente restait début 2018 à confirmer.
| État constructeur | Système d'arme / missile    | Base de tir    | Cibles     | Cibles | Cibles | Cibles | Cibles | Alt. km | Vit. km/s | Service depuis | Commentaires et sources |
| État constructeur | Système d'arme / missile    | Base de tir    | Aéro- nefs | SRBM   | MRBM   | IRBM   | ICBM   | Alt. km | Vit. km/s | Service depuis | Commentaires et sources |
| ----------------- | --------------------------- | -------------- | ---------- | ------ | ------ | ------ | ------ | ------- | --------- | -------------- | ----------------------- |
| États-Unis        | GBMD / missile GBI          | Fixe           | ❌         | ❌     | ❌     | ✔️     | ✔️     | > 500   |           | 2004           | ,                       |
| États-Unis        | Aegis / missile SM-3 B IA/B | Navale/ Fixe   | ❌         | ❌     | ✔️     | ✔️     | ❌     | < 500   | 3,0       | 2007           | ,                       |
| États-Unis        | THAAD                       | Mobile         | ❌         | ✔️     | ✔️     | ❌     | ❌     | < 150   | 2,8       | 2008           | ,                       |
| États-Unis        | MIM-104 Patriot PAC-3       | Mobile         | ✔️         | ✔️     | ❌     | ❌     | ❌     | < 25    | 1,4       | 2001           | [ 153 ]                 |
| Russie            | S-400                       | Mobile         | ✔️         | ✔️     | ✔️     | ❌     | ❌     | < 30    | 2,0       | 2007           | ,                       |
| France            | SAMP/T / missile Aster 30   | Navale/ Mobile | ✔️         | ✔️     | ❌     | ❌     | ❌     | < 20    | 1,4       | 2008           | ,                       |
| Israël            | Arrow 2                     | Mobile         | ❌         | ✔️     | ✔️     | ❌     | ❌     | < 50    | 2,5       | 2000           | [ 159 ]                 |

Notes

1. ↑  Altitude maximale d'interception du missile
2. ↑  Vitesse maximale du missile

### Systèmes produits par d'autres États
Le missile Aster est le seul missile dual antiaérien et antimissile développé en coopération européenne. En 2017, environ 1 500 missiles avaient été livrés à neuf pays. Il arme les frégates Horizon et FREMM françaises et italiennes, ainsi que les destroyers britanniques Type 45. Le plan de développement de sa future version Block 1 NT prévoit que sa production commence en 2024

### Comparaison S-300, S-400 et Patriot PAC-3
La comparaison détaillée des performances respectives des systèmes russes S-300 et S-400 et du système américain Patriot montre que la Russie dispose de moyens de défense antimissile au moins aussi performants que leurs homologues américains.

## Galerie

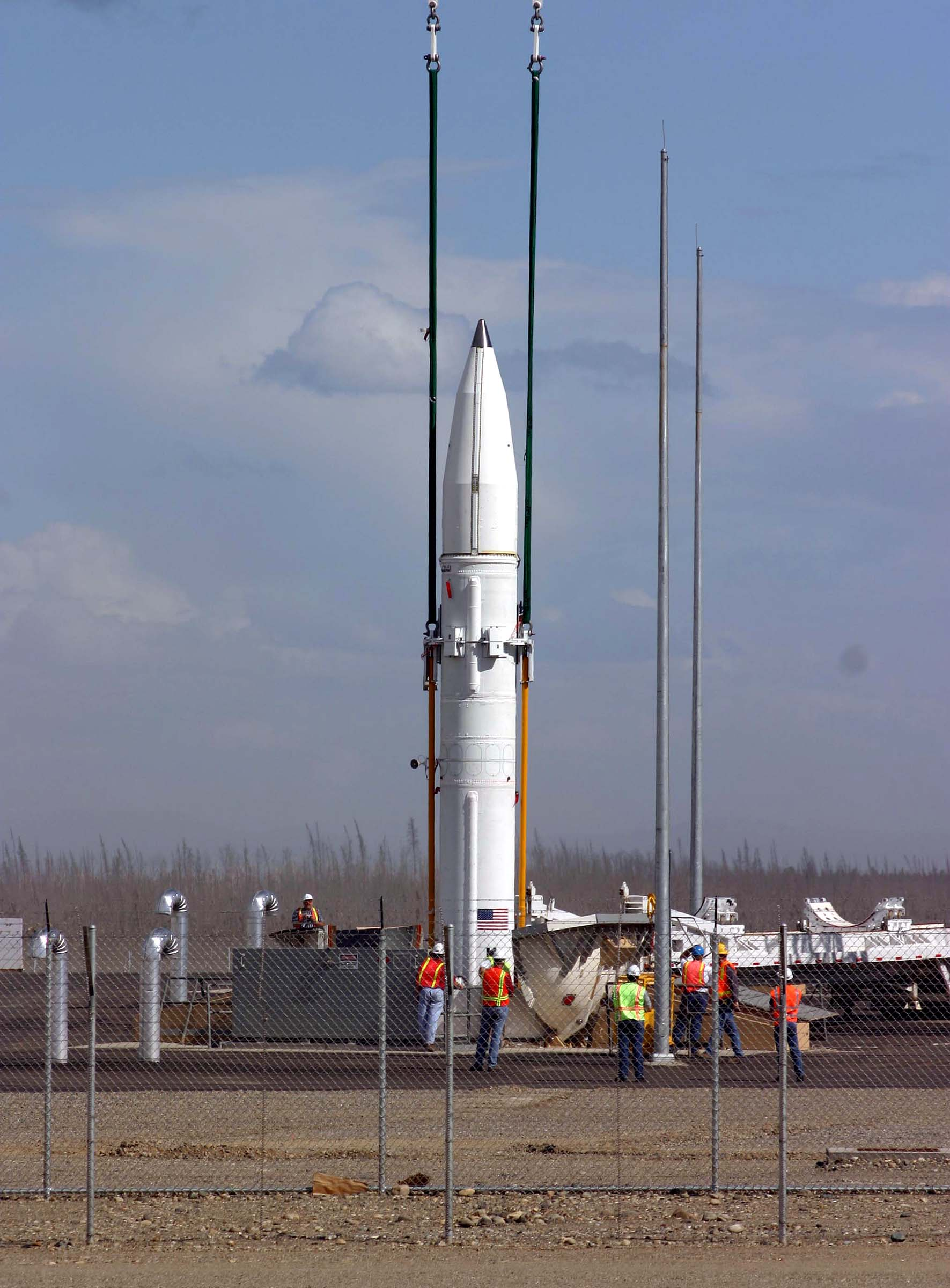
Mise en place du premier Ground-Based Interceptor dans un silo en Alaska le 22 juillet 2004.
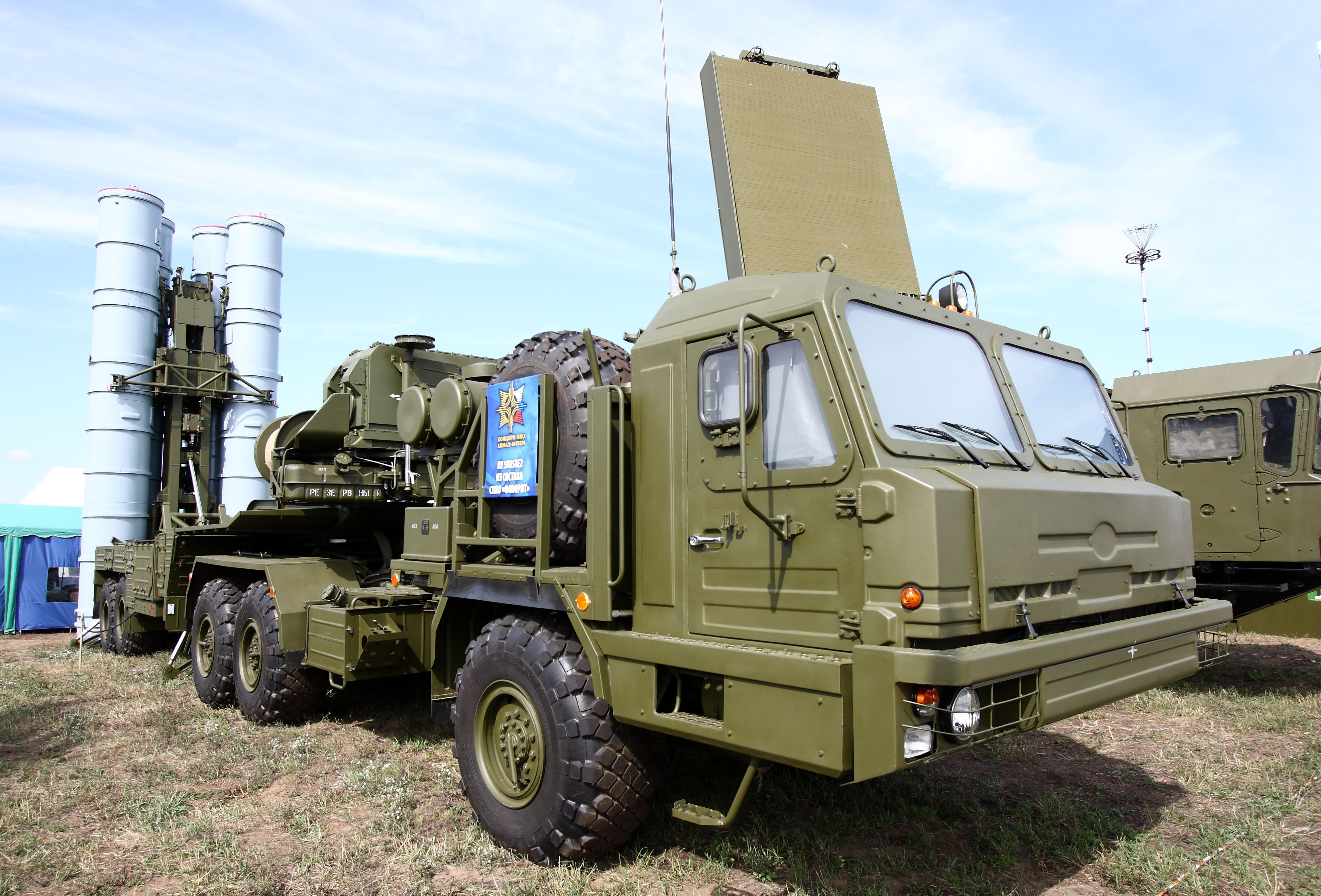
Un véhicule lance-missile S-400 russe en position de tir pendant une exposition.
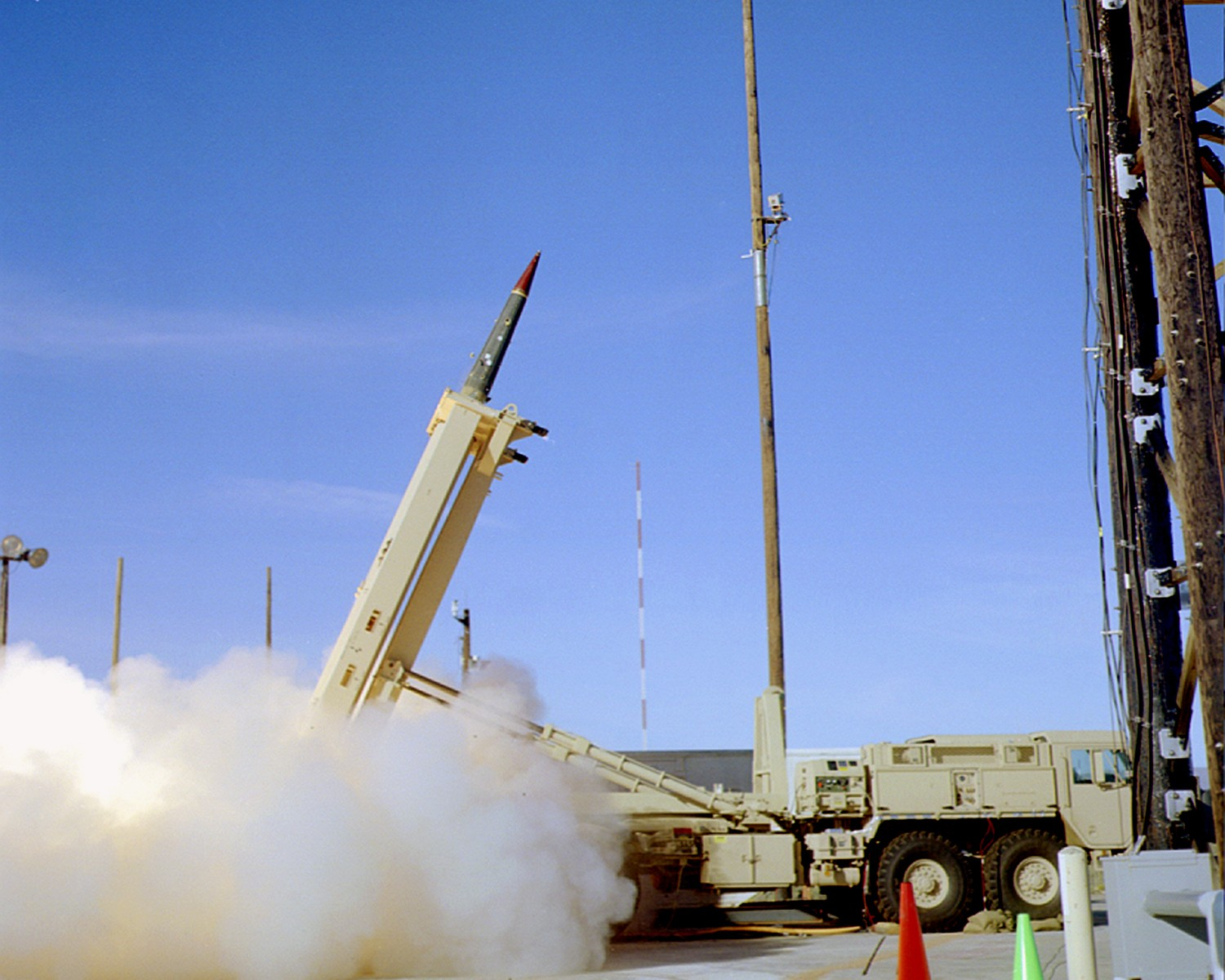
Système américain THAAD.
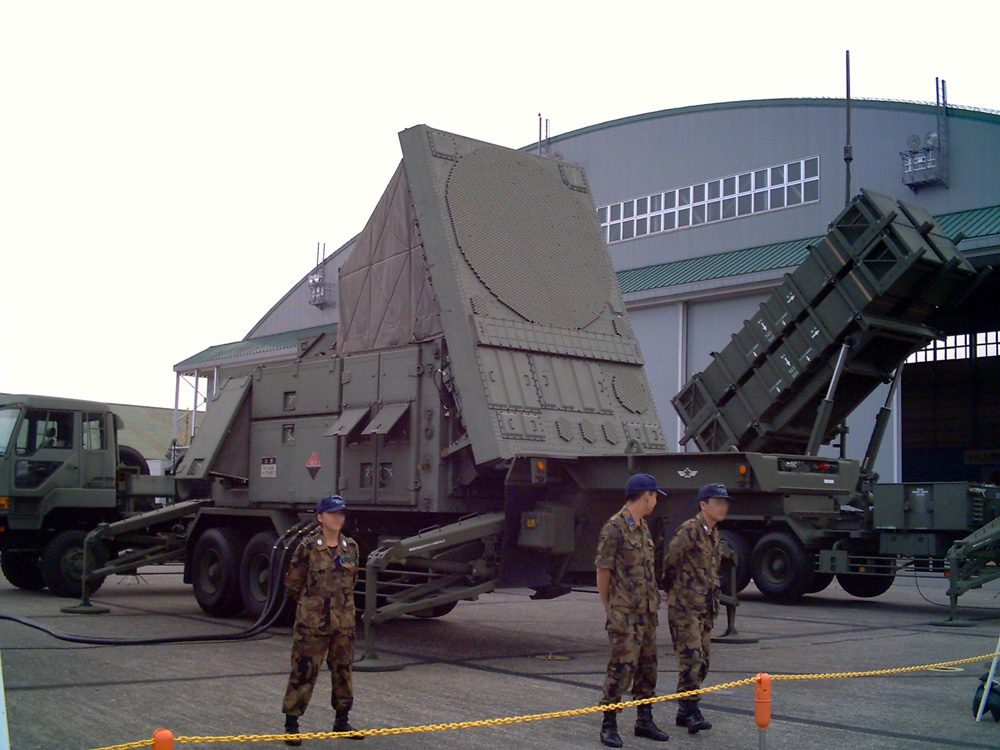
Batterie de missiles sol-air MIM-104 Patriot de la force aérienne d'autodéfense japonaise.
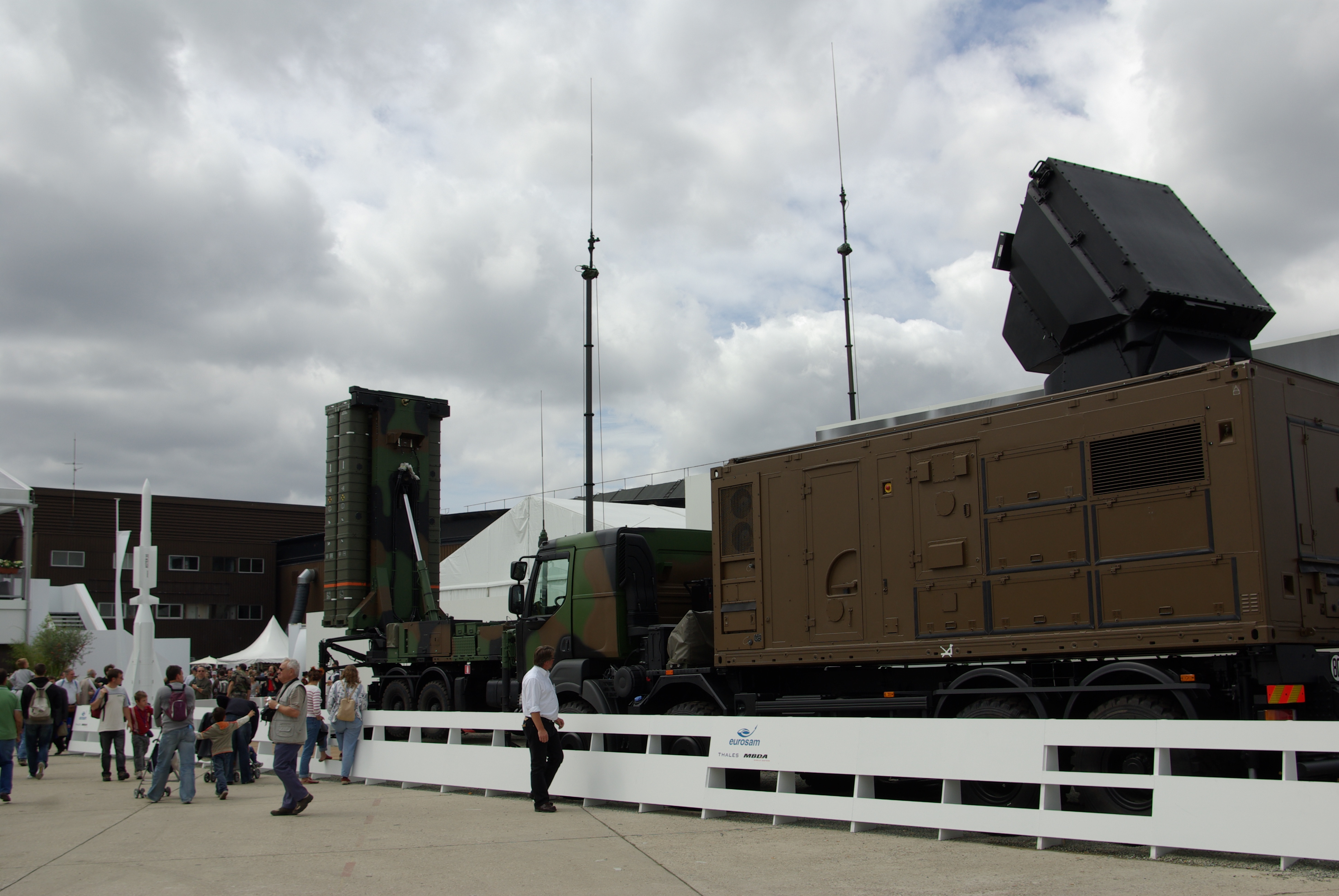
Système SAMP/T de l'armée française, module radar (premier plan) et module de lancement des missiles ASTER (second plan).
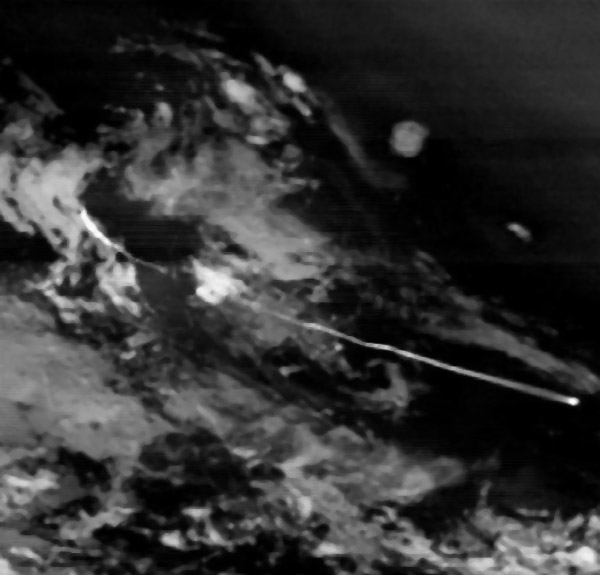
Observation infrarouge d'un tir de fusée Delta 2 par un satellite SBIS en 2008.